# Найт, Дэниел Риджуэй
Дэниел Риджуэй Найт (англ. Daniel Ridgway Knight; 15 марта 1839 — 9 марта 1924) — американский художник-реалист, представитель жанровой живописи.

## Биография

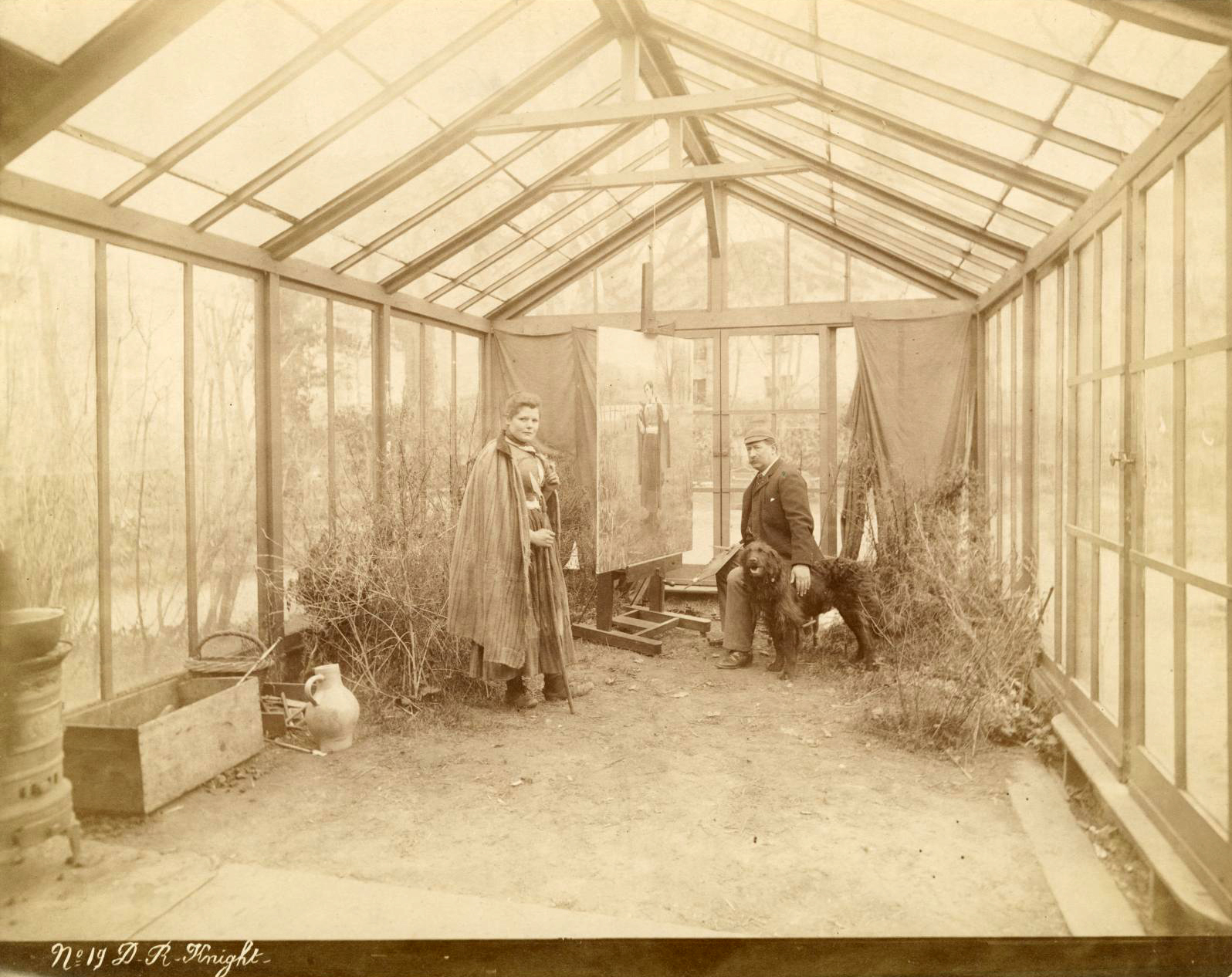
Дэниел Риджуэй Найт

Родился в городе Чамберсбург, штат Пенсильвания, 15 марта 1839 года.
Учился в Париже, в Школе изящных искусств у Шарля Глейра, затем брал уроки в частной студии Месонье.
После 1872 года поселился во Франции, купив дом на берегу Сены в Пуасси, где оборудовал себе студию.